# نادي دبي للصحافة
نادي دبي للصحافة يمثل منصة حيوية للصحافيين والعاملين في المجال الإعلامي للنقاش والحوار والتباحث في أهم القضايا ذات الصلة بالحياة اليومية على مختلف المستويات السياسية والاقتصادية والاجتماعية، تأسس عام 1999 بتوجيهات من محمد بن راشد آل مكتوم نائب رئيس الدولة رئيس مجلس الوزراء حاكم دبي

## دوره
يقوم نادي دبي للصحافة بدور محوري في دعم وتطوير قطاع صناعة الإعلام على الصعيد الإقليمي من خلال إطلاق مبادرات متفردة مثل منتدى الإعلام العربي، وجائزة الصحافة العربية، وتقرير نظرة على الإعلام العربي.
وقد نجح النادي في تكريس مكانة بارزة له كواحد من أنشط نوادي الصحافة في العالم من خلال إتاحة الفرصة أمام أعضائه للاستفادة من خدمات غير مسبوقة وموارد متنوعة وإمكانية الوصول إلى شبكة عالمية من الخبراء الإعلاميين ووسائل الإعلام المحلية والإقليمية والدولية. ويساهم النادي بشكل فعال في تنظيم واستضافة ورش عمل وندوات تركز على قضايا جوهرية تؤثر على الأوضاع السياسية والاجتماعية على المستويين الإقليمي والدولي.
يستضيف النادي بشكل دوري نخبة من المتحدثين وكبار الشخصيات للتواصل مع ممثلي وسائل الإعلام المحلية والإقليمية، بالإضافة إلى الصحافيين الزائرين.
ويساهم نادي دبي للصحافة، كونه عضو مؤسس في اتحاد نوادي الصحافة العالمية، في تأسيس منتدى حيوي لتبادل المعلومات والأفكار مع أعضاء نوادي الصحافة حول العالم.
يتمتع نادي دبي للصحافة بموقع مثالي ضمن مبنى فائق الحداثة في مدينة دبي للإعلام ويجمع مقر النادي بين الرحابة والحداثة والطابع العلمي، وتشمل التسهيلات المتاحة شبكة من أجهزة الحاسوب المزودة بوصلات الإنترنت إضافة إلى شاشات تلفزيونية تقدم بثاً مباشراً للأحداث العالمية الجارية، ومجموعة كبيرة من أبرز المطبوعات المحلية والإقليمية والدولية.

## قاعات الاجتماعات والمؤتمرات
تم تجهيز قاعة المؤتمرات وغرف الاجتماعات بأحدث تقنيات العرض والصوت لتنظيم المؤتمرات والندوات، وتضم تسهيلات للتصوير التلفزيوني.

## التسهيلات الترفيهية
يمكن للأعضاء الاسترخاء في القاعة المخصصة لذلك، كما يوجد مقهى مريح يوفر تشكيلة من الأطعمة والعصائر والمرطبات.

## تسهيلات مركز المؤتمرات
يوفر نادي دبي للصحافة منظومة متكاملة من التسهيلات والتجهيزات المتطورة وسهلة الاستعمال للأعضاء وغير الأعضاء من ضمنها:
قاعة المؤتمرات – تستوعب حوالي 200 شخص، وهي مجهزة بمعدات صوتية وبصرية متقدمة.
غرف الاجتماعات والمؤتمرات الخاصة – تتسع لعدد 2 -10 أفراد.
الشرفة المكشوفة – مخصصة للتجمعات والمناسبات التي تقام في الهواء الطلق.

## تسهيلات تكنولوجيا المعلومات والتجهيزات السمعية والبصرية
• سماعات رأس للترجمة.
• مكبرات صوت لاسلكية.
• مؤتمرات عن بعد باستخدام الفيديو.
• جهاز عرض LCD، مع شاشة 100 قدم مجهزة بمحرك.

## الخدمات
• عروض متخصصة لتقديم الوجبات.
• صياغة وإصدار البيانات الصحفية باللغتين الإنجليزية والعربية.
• توزيع البيانات الصحفية.
• إرسال الدعوات وتأكيد حضور المدعوين.
• التصوير الفوتوغرافي والفيديو.
• طاقم دعم تقني.
• تقارير حول التغطيات الصحفية تشمل نسخ من تلك التغطيات.
• عروض تقديم الوجبات.

## أهدافه
• تعزيز التواصل بين الصحافيين والإعلاميين من مختلف أنحاء العالم.
• تشجيع تبادل الأفكار بين صناع الخبر وممثلي وسائل الإعلام.
• تأسيس منصة عالمية تساهم في دعم التميز الصحفي.
•رفع معايير مهنة الصحافة في العالم العربي من خلال:
◦ التواصل: تشجيع الحوار وتبادل الآراء بين وسائل الإعلام العربية والعالمية.
◦ تكريم التميز: تقدير وتكريم الإنجازات المتميزة في مختلف مجالات العمل الإعلامي.
◦ بناء القدرات: تطوير مهارات وقدرات الصحافيين.
◦ الدراسات والأبحاث: إجراء تحاليل ودراسات معمقة لأحدث التوجهات التطورات والتوقعات المستقبلية في قطاع الإعلام العربي.

## فعاليات نادي دبي للصحافة

### منتدى الإعلام العربي
منصة استراتيجية تتيح تبادل الخبرات والرؤى حول القضايا الحيوية التي تواجه الإعلام العربي.و يقام  سنوياً بمدينة دبي ويعد أحد أبرز مشاريع نادي دبي للصحافة. انطلق المنتدى في عام 2001، بمشاركة أكثر من 3000 إعلامي وإعلامية من كبريات الصحف ووكالات الأنباء وأهم المؤسسات الإعلامية 

### جائزة الإعلام العربي(سابقاً: جائزة الصحافة العربية)
جائزة سنوية أطلقها النادي هدفها تقدم الصحافة العربية وتشجيع الصحافيين العرب على التميز  أسست في عام  1999 بمبادرة من الشيخ محمد بن راشد آل مكتوم. وفي 2021 تحولت جائزة الصحافة العربية إلى جائزة الإعلام العربي، لتصبح أكثر شمولية بإضافة قطاعين إلى جانب قطاع الصحافة العربية، وهما قطاع الإعلام المرئي وقطاع الإعلام الرقمي.

### جائزة رواد التواصل الاجتماعي العرب
هي جائزة سنوية لتكريم المبدعين العرب على وسائل التواصل الاجتماعي في جميع أنحاء الوطن العربي من خلال حفل سنوي ضمن فعاليات “قمة الإعلام العربي"  يتم إقامة حفل الجوائز  في مركز دبي التجاري العالمي
وتسلط  الجائزة التي أطلقها  الشيخ محمد بن راشد آل مكتوم في عام 2015 الضوء على أهم مبادرات التواصل الاجتماعي  مصنفة إلى 31 فئة مخصصة للأفراد والمؤسسات

### برنامج استضافة المتحدثين
العديد من الشخصيات البارزة في العالم يعتبرون نادي دبي للصحافة منصة مثالية للتواصل مع الجمهور في دولة الإمارات العربية المتحدة والعالم العربي. وقد شاركت نخبة من القيادات الإعلامية والشخصيات السياسية في سلسلة من الندوات وورش العمل التي تناولت بعضاً من أهم القضايا في المنطقة.
خلال إطلاق نادي دبي للصحافة عام 1999، قال الفريق أول سمو الشيخ محمد بن راشد آل مكتوم ولي عهد دبي وزير الدفاع: «إننا نتطلع إلى توطيد أركان صحافة تؤدي دورها وتقوم بمسؤولياتها على أحسن وجه ولا يتحقق ذلك إلا بجهود صحفيين يجمعون بين العلم والنزاهة والموضوعية ويتمتعون بالموهبة وتسكنهم القناعة بأنهم أصحاب رسالة سامية الأهداف، نبيلة المقاصد». وقد استضاف النادي منذ ذلك الحين نخبة من أبرز الشخصيات السياسية والإعلامية من بينها، سمو الشيخ عبد الله بن زايد آل نهيان، وزير الثقافة والإعلام الإماراتي في ذلك الوقت، والراحل رفيق الحريري، رئيس الوزراء اللبناني الأسبق، وغيرهارد شرودر، المستشار الألماني السابق، وسمو الشيخ محمد بن زايد آل نهيان، ولي عهد أبوظبي، وجيمي كارتر، الرئيس الأمريكي الأسبق، والدكتورة معصومة المبارك، وزيرة التخطيط الكويتية، وغو تشوك تونغ، رئيس وزراء سنغافورة السابق، والدكتور عمرو موسى، الأمين العام لجامعة الدول العربية، وسمو الشيخ أحمد عبد الله الأحمد الصباح، رئيس منظمة أوبك.

### الفعاليات الاجتماعية
لا تقتصر أهداف نادي دبي للصحافة على تعزيز المهارات المهنية للصحافيين في المنطقة، وإنما تتجاوز ذلك لإطلاق مبادرات وتنظيم فعاليات ترفيهية للأعضاء وعائلاتهم بما ذلك رحلات السفاري، والمجالس الرمضانية، والمهرجانات الثفافية والجولات التراثية. ويدرك النادي أن مثل هذه الفعاليات تتيح الفرصة أمام الأعضاء للتمتع بأجواء مرحة بعيداً عن ضغوطات العمل اليومي، وفي نفس الوقت تفسح مجالات واسعة أمامهم لتعزيز روابطهم مع النادي وإقامة علاقات اجتماعية فيما بينهم. ويسعى النادي من خلال فعالياته الاجتماعية المتنوعة إلى اطلاع أعضائه على المواقع الطبيعية والمعالم الحضارية المدهشة في دولة الإمارات العربية المتحدة.

### ورش العمل والندوات
ينظم نادي دبي للصحافة دورياً ندوات وورش عمل تبحث في العديد من القضايا المتعلقة بالواقع السياسي والاجتماعي، وقطاعات الأعمال والتعليم وتكنولوجيا المعلومات والإعلام والثقافة.
ويتم تصميم هذه الندوات بحيث تساهم في تعريف وإشراك الصحافة والجمهور في صلب هذه القضايا، وتعزيز الوعي حول القضايا المعاصرة التي تهم مختلف فئات المجتمع.

### اللقاءات الصحفية
ينظم نادي دبي للصحافة اللقاءات الصحافية لإتاحة الفرصة أمام المسؤولين الحكوميين وكبار الشخصيات الزائرة من كافة أنحاء العالم لإيصال رسالتهم إلى وسائل الإعلام في بيئة ودية وشفافة إلى أبعد الحدود. وتوفر هذه اللقاءات فرصاً للتواصل وتبادل الأفكار، كما تفتح مجالات واسعة للحوار بين صناع الأخبار ووسائل الإعلام.

### لقاء مع كاتب
يأتي تنظيم اللقاءات الأدبية في إطار جهود نادي دبي للصحافة ليس فقط لإشراك الكتاب في نقاشات مفتوحة وجادة مع القراء وممثلي وسائل الإعلام، ولكن أيضاً لنشر ثقافة القراءة واحترام الكتب والكتاب. وتستضيف هذه اللقاءات كتاباً من مختلف المدارس والاتجاهات مما يساهم بشكل إيجابي وبنّاء في تعزيز ثقافة الإبداع والابتكار.

### المنتديات المتخصصة
تمثل المنتديات المتخصصة إحدى أبرز الفعاليات على أجندة نادي دبي للصحافة. وتتضمن هذه المنديات سلسلة من جلسات العمل والندوات التفاعلية لتي تغطي مختلف مجالات العمل الإعلامي، وتقدم تحاليل معمقة ودراسات قيمة حول المواضيع التي يتناولها المنتدى. ويشارك في المنتديات نخبة من أبرز الخبراء من كافة أنحاء العالم، حيث يتواصلون مع الحضور ضمن بيئة أكاديمية محفزة. وقد أصبح منتدى الإعلام العربي، أبرز الفعاليات التي ينظمها نادي دبي للصحافة، الحدث الأهم على أجندة خبراء الإعلام في كافة أنحاء المنطقة. وتكتسب هذه المنتديات أهمية خاصة ليس فقط نتيجة التناول العميق للقضايا التي تناقشها، وإنما أيضاً كونها تجمع تحت مظلة واحدة نخبة من أبرز القيادات الإعلامية من كافة أنحاء العالم.

## عضوية نادي دبي للصحافة
يفتح نادي دبي للصحافة باب العضوية لكافة الصحافيين الممارسين من داخل وخارج دولة الإمارات العربية المتحدة، إلى جانب المصورين الصحفيين، وطلاب الإعلام، وأعضاء الفرق الإدارية في المؤسسات الإعلامية. ويستطيع أعضاء النادي الاطلاع على ثروة من مصادر المعلومات العالمية المتاحة في رحابه، بالإضافة إلى الحصول على فرصة فريدة من نوعها للانضمام إلى شبكة واسعة من خبراء الإعلام حول العالم. وفضلاً عن الدعم المتخصص لتطوير المسيرة المهنية للأعضاء، ينظم نادي دبي للصحافة مجموعة من الفعاليات الاجتماعية التي تتراوح بين الجولات السياحية والفعاليات الرياضية.

## وصلات خارجية
- الموقع الرسمي